# Acido aristolochico
Gli acidi aristolochici sono una famiglia di composti fitochimici prodotti da varie specie di piante del genere Aristolochia; se ne conoscono sette tipi. Il concentrazione dei diversi tipi di acido aristolochico varia a seconda della specie, della parte della pianta e anche del singolo esemplare all'interno della stessa specie. L'acido aristolochico di tipo I è il più abbondante in natura.
Questi composti sono fortemente nefrotossici e la loro assunzione può provocare un'insufficienza renale acuta che può rendere necessario il trapianto di rene; ciò nonostante sono a volte impiegati nella medicina tradizionale, in particolare in Cina.
Questi acidi sono inoltre considerati cancerogeni dall'Organizzazione mondiale della sanità e, per questa ragione, il loro utilizzo è vietato in molte aree del mondo, tra cui l'Unione europea, il Giappone, l'Egitto e il Venezuela.